# Cañizar del Olivar
Cañizar del Olivar (aragónul Canyizar de l'Olivar) település Spanyolországban, Teruel tartományban. Cañizar del Olivar Aliaga, Castel de Cabra, Torre de las Arcas, Estercuel, Gargallo, La Zoma és Palomar de Arroyos községekkel határos. Lakosainak száma 111 fő (2024).

## Népesség
A település népessége az utóbbi években az alábbiak szerint változott:
| Lakosok száma | 119  | 113  | 112  | 117  | 110  | 99   | 93   | 100  | 103  | 111  |
|               | 2001 | 2004 | 2007 | 2009 | 2012 | 2014 | 2017 | 2019 | 2022 | 2024 |